# Jean de Vienne

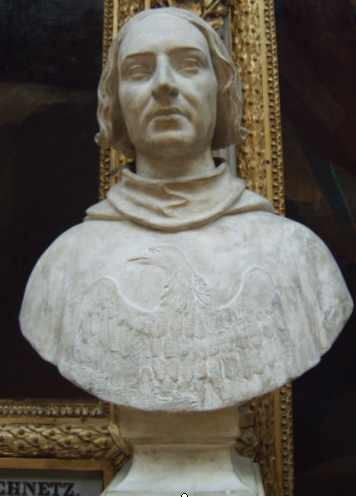

Jean de Vienne (1341 - 25 september 1396) was admiraal van Frankrijk van 1373 tot aan zijn dood.

## Levensloop
Jean de Vienne was de oudste van acht kinderen en was verbonden met de graven van Vienne. Op zijn negentiende vervoegde hij het Franse leger en in 1365 werd hij geridderd tot kapitein-generaal. Hij vocht mee in de kruistocht (1366-67) van Amadeus VI van Savoye tegen de Ottomanen. Nadien kon hij koning Karel V van Frankrijk overtuigen van het belang van een goede zeemacht in de strijd tegen de Engelsen en werd in 1373 aangesteld als admiraal.
In 1382 vocht hij mee met de Fransen tijdens de Slag bij Westrozebeke. Zijn grootste exploot was de steun die hij gaf aan de Schotten tijdens de Engelse invasie van Schotland (1385). Met een vloot van 180 schepen met Franse soldaten kwam hij de Schotten ter hulp en slaagde er in  het Kasteel van Wark on Tweed te veroveren. De Engelsen trokken zich terug, maar Jean de Vienne werd nadien door de Schotten gevangengenomen voor zijn onbetamelijk gedrag. Na het betalen van losgeld kon hij naar Frankrijk terugkeren.
Koning Karel VI van Frankrijk, opvolger van Karel V, besteedde minder aandacht aan de marine en daarom wendde hij zijn talenten aan de kruistochten tegen de Ottomanen. Hij vocht mee in de Kruistocht tegen Mahdia (1390) en uiteindelijk zal hij sneuvelen tijdens de Slag bij Nicopolis op 25 september 1396.